# ヤクブ・ジェズニーチェク
ヤクブ・ジェズニーチェク（Jakub Řezníček 、1988年5月26日 - ）は、チェコ・プシーブラム出身のプロサッカー選手。FKデュクラ・プラハ所属。ポジションは、フォワード。